# Leonid Alexandrovič Samutin
Leonid Alexandrovič Samutin (rusky Леони́д Алекса́ндрович Саму́тин; * 24. červnajul./ 7. července 1915greg., vesnice Kňaťa (rusky Княтя, Vologdská oblast,Ruské impérium – 1987 SSSR) byl geolog, autor pamětí a kapitán ROA.

## Mládí
Narodil se v rodině rolníka. Jeho otec byl členem VKS(b) od roku 1918, z níž byl v roce 1924 vyloučen. Poté se rodina přestěhovala do Tuly, kde Samutin navštěvoval základní školu. Podle jeho vzpomínek na něj hluboce zapůsobila historie zavraždění carské rodiny, o které četl v září 1928. To spolu s politickým pronásledováním jeho rodiny vyústilo v odmítnutí sovětského systému. V roce 1929 byl jeho otec zatčen a po propuštění se rodina musela vystěhovat od Astany (v té době Akmola) a později do Ufy. Samutin absolvoval dělnickou fakultu Kazaňského pedagogického institutu v roce 1933. Následně absolvoval v roce 1937 geologickou fakultu Kazaňského pedagogického institutu.
Od roku 1937 učil na střední škole v Ufě, kde jeho rodiče nadále žili. Poté byl učitelem geofyziky a astronomie na Ufském pedagogickém institutu (nyní Ufská univerzita vědy a techniky). Mimo oficiální vzdělávací systém vyučoval metodiku výuky astronomie na středních školách. Proto později byl v německé evidenci v zajateckém táboře veden jako astronom.
V roce 1940 absolvoval pětiměsíční kurz pro důstojníky Rudé armády. V prosinci 1940 byl z vojenského výcviku převeden do civilu, ale již v dubnu 1941 byl povolán na vojenská cvičení. Koncem května 1941 byl povýšen na podporučíka (rusky младший лейтенант) a jmenován velitelem kulometné a minometné roty 1. praporu 238. střeleckého pluku 186. střelecké divize Rudé armády. Dne 14. června 1941 byla jeho jednotka vyslána na západ na manévry.

## Druhá světová válka
Po napadení SSSR v roce 1941 bojoval s německou armádou v Bělorusku, kde byl 1.(10.) července 1941 zajat poblíž Vitebska. Nevzdal se dobrovolně, ale ocitl se v obklíčení a beze zbraně. Nejprve byl držen v dočasném zajateckém táboře poblíž Lepelu, později byl spolu s dalšími zajatci převezen do tábora v Suwalkách. Podle jeho vzpomínek byl v zajateckém táboře také svědkem kanibalismu. Během zajetí v roce 1942 souhlasil se spoluprací s německými úřady, které vnímal jako spojence v boji s bolševickým režimem. Jeho protisovětské naladění posílilo podle jeho slov porovnání vyšší životní úrovně v "panském Polsku" a stalinském SSSR.
Na jaře roku 1942 vstoupil do Bojového svazu ruských nacionalistů, v jehož čele stál Vladimir Vladimirovič Gil. Poté sloužil v řadách SS brigády Družina, se kterou vykonával strážní a bezpečnostní službu v německém týlu v okupovaných územích SSSR poblíž města Smolensk. Poté se stal asistentem vedoucího propagandistického oddělení SS brigády Družina.
V roce 1943 začalo formování 1. gardové brigády Ruské osvobozenecké armády, ke které byla jeho propagandistická jednotka převelena. U gardové brigády se stal velitelem propagandistického oddělení. V této funkci přispíval do časopisů a novin určených východním vojákům bojujících v řadách německých sil. 
Po rozpuštění gardové brigády ROA působil na škole ROA v Dabendorfu v hodnosti poručíka jako redaktor novin Na vzdálené stráži (rusky На дальнем посту). Tyto noviny byly vydávány v Dánsku pro východní prapory v německých službách. V březnu 1945 byl povýšen na kapitána ROA a zastával funkci vedoucího propagandistického oddělení velitelství pomocných vojsk ROA.

## Po válce
Po skončení války zůstal v Dánsku, kde pracoval na statku. Ze strachu, že bude odhalen jako vlasovec, se pokusil o útěk do Švédska. Zde byl zadržen a uvězněn ve Stockholmu. Po odpykání krátkého trestu byl deportován zpět do Dánska. Dánské úřady ho předaly do Britské okupační zóny Německa. Britové ho předali v červnu 1946 do Sovětské okupační zóny Německa.
V SSSR byl odsouzen k 10 letům nucených prací v sovětských trestních táborech a 5 letům odnětí občanských práv podle článku 58-10 trestního zákoníku RSFSR. Článek 58-1b trestního zákoníku RSFSR nebyl použit, pravděpodobně protože sovětské orgány činné v trestním řízení nedisponovaly důkazy o jeho účasti v bojových akcích a braly v potaz pouze jeho propagandistickou činnost. Od 6. prosince 1946 byl vězněn na Vorkutě, kde pracoval v dolech a na železnici. Podle jeho vlastních slov se v roce 1948 odmítl stát informátorem, a proto byl odvezen dál na sever do zvláštního tábora Pečlagu, kde pracoval v dolech až do roku 1949. Na základě intervence civilního zaměstnance, který byl dříve vězněm, byl převelen ze společných prací na práce v kanceláři. V roce 1953 se zúčastnil povstání vězňů ve Vorkutě, kde vězni ovládli nakrátko celý tábor. Byl také členem stávkového výboru vězňů v době vzpoury.
V roce 1955 byl propuštěn a do roku 1970 pracoval jako vedoucí laboratoře v Pečorské geofyzikální expedici, která se zabývala výzkumem ložisek ropy. Stal se také učitelem na vorkutské pobočce Leningradského báňského institutu, odkud byl okamžitě propuštěn na základě zjištěného závadného kádrového profilu. 
Při práci v geofyzikální expedici se seznámil v roce 1967 s Alexandrem Solženicynem, kterému poskytl informace o historii Vlasovova hnutí a o životě ve vorkutských táborech, včetně výše zmíněného povstání v roce 1953. Solženicyn jeho podklady použil do svého díla Souostroví GULAG. Samutin v roce 1970 odešel do důchodu a podařilo se mu získat povolení k pobytu v Leningradu, protože tam žila jeho manželka. V srpnu 1973 byl předvolán na KGB, kde jim byl donucen vydat rukopis díla Souostroví GULAG, který ukrýval od roku 1969. Podle Alexandra Solženicyna byli dohodnuti, že Samutin rukopis zničí. Úkryt rukopisu prozradila při výslechu Jelizaveta Děnisovna Voroňanská. Solženicynovu knihu o gulazích Samutin později hodnotil jako bizarní směs fikce a pravdy.
K Solženicynově osobě zaujal později negativní stanovisko a sepsal k jeho osobě propagandistickou knihu "Nedělejte si modlu" (rusky Не сотвори кумира). Rukopis této knihy byl agenty KGB zabaven a Samutin slíbil, že ji vydá v revidované podobě. Během procesu editace však kniha začala nabývat čistě propagandistický charakter. Samutin ji nakonec v takové podobě odmítl nechat vydat. Jeho podklady však využil pro svou knihu Solženicynova spirála zrady český komunistický novinář a agent StB Tomáš Řezáč. V posledních letech spolupracoval se sovětskou kontrarozvědkou, které poskytoval konzultace k obraně před západní propagandou.
V 70. letech 20. století Samutin napsal paměti o svém působení ve vlasovském hnutí pod názvem Byl jsem vlasovec (rusky Я был власовцем). O zkušenostech z německých zajateckých táborů a podmínkách v nich píše:
| „                                                              | Самое мучительное – ночи в норе. От голода – бессонница. Вши – мучители, которых, хоть и можно уничтожать, но бесполезно. Сколько их ни бей – не делается меньше. Они беспокоят не тем, что кусают, а тем, что ползают. Лежим втроем на боку, поджав ноги. Спим в шинелях, чтобы не так холодило от земли. На дно ямы постелить ведь нечего... | Nejmučivější byly noci v norách. Hlad způsobil nespavost. Vši – mučitelé, které sice lze zabíjet, ale je to marné. Tolik jich nezabijete, jejich počet neubývá. Trápí ne tím, že koušou, ale tím, že lezou. Ležíme tři namačkaní na boku s pokrčenýma nohama. Spíme v pláštích, aby nás tolik nechladilo od země. Na dno jámy není co podestlat... | “ |
| — Leonid Alexandrovič Samutin, citát z knihy Byl jsem vlasovec | | |   |

První výňatky z jeho pamětí začal časopis Vojensko-historický žurnál (rusky Военно-исторический журнал) vydávat již v roce 1990 v upravené verzi, ale po protestech jeho vdovy s vydáváním přestal. Autentická verze jeho pamětí byla vydána v roce 2002 po jeho smrti. Poté, co Samutin sdílel osud vlasovců, prošel cestou od německých táborů až po sovětský GULAG, ve své knize vypověděl svědectví o tragédii ruského osvobozeneckého hnutí. O vztahu velitelů SS a vojáků v Družině píše:
| „                                                              | К этому выгодному обстоятельству присоединялось еще и другое, весьма немаловажное. Дружина, как часть войск СС, снабжалась по фронтовому эсэсовскому довольствию, т. е. значительно лучшему, чем части вермахта. В паек входили такие остродефицитные вещи, как шоколад, кофе в зернах, французские коньяки и другие подобные продукты. Лишь незначительная часть этих дефицитов отдавалась немцами собственно для Родионова и его ближайшего окружения. Основная же масса продуктов присваивалась ими и пересылалась «нах фатерланд», в Германию, их семьям. | K této výhodné okolnosti se přidávala ještě jedna, neméně důležitá. Družina, jakožto součást jednotek SS, byla zásobována podle frontového přídělu SS, tedy výrazně lépe než jednotky wehrmachtu. Do přídělu patřily takové velmi nedostatkové věci, jako čokoláda, kávová zrna, francouzské koňaky a další podobné produkty. Pouze nepatrná část těchto nedostatkových potravin byla Němci předávána přímo pro Rodionova a jeho nejbližší okolí. Hlavní část těchto zásob si přisvojovali a posílali je „nach Vaterland“, do Německa, svým rodinám. | “ |
| — Leonid Alexandrovič Samutin, citát z knihy Byl jsem vlasovec | | |   |

Zemřel v roce 1987.